# Ormyrus aridus
Ormyrus aridus is een vliesvleugelig insect uit de familie Ormyridae. De wetenschappelijke naam is voor het eerst geldig gepubliceerd in 2005 door Zerova.